# حق طلاق زنان در ایران
براساس قوانین ایران حق طلاق به شرط پرداخت تمام تعهدات مالی زوجه در اختیار مردان است  زنان هم در شرایط خاص همچون عسر و حرج در قانون مدنی ماده ۱۱۳۳ می‌توانند از دادگاه بخواهند حکم به طلاق آن‌ها بدهد یا از شوهرشان وکالت برای طلاق خود دریافت کنند.
تحقیقات بانک جهانی دربارهٔ تساوی حقوق زن و مرد در ۱۸۷ کشور جهان نشان می‌دهد تنها شش کشور در جهان تساوی حقوق زن و مرد در طلاق را تضمین کرده‌اند که ایران در رتبه‌های آخر این فهرست قرار گرفته‌است. براساس ماده ۱۱۳۳ قانون مدنی ایران مردان اجازه پیدا می‌کنند «هر زمان» که بخواهند با پرداخت حق و حقوق زن اعم از مهریه و نفقه و اجرت‌المثل همسر خود را طلاق بدهند این در حالی است که درخواست طلاق از سوی زنان نیازمند تحقق شروطی از جمله عقیم بودن و اعتیاد مضر است که خود باید به تأیید دادگاه برسد. همچنین این قوانین حق کامل و یک جانبه طلاق را به مرد می‌دهد. از آنجا که نظام حقوقی در ایران حقوق برابر برای زن و مرد در نظر نگرفته‌است زنان می‌توانند با قید کردن برخی شروط در ضمن عقد ازدواج امکان طلاق را برای خود فراهم کنند.

## پیشینه

### دوره پس از مشروطه
با شروع دوره مشروطه فضای ایران در حال دگرگونی از جامعه‌ای سنتی به سوی جامعه‌ای با قوانین مدرن بود از این رو با فعالیت‌های روزنامه‌نگاران و نمایش‌نامه نویسانی همچون میرزا فتحعلی آخوندزاده و میرزا آقاخان کرمانی با انتشار آثارشان اولین نمونه‌های اعتراض به ازدواج اجباری در تاریخ معاصر ایران شکل می‌گرد. اولین قانون در این زمینه در سال ۱۳۱۰ با نام «قانون راجع به ازدواج» بر اساس قوانین شریعت اسلام به تصویب رسید که شهروندان را موظف به ثبت ازدواج و طلاق در دفاتر دولتی می‌کرد. با تلاش فعالان و حامیان حقوق زنان در دوره‌های مختلف باعث شد که این قوانین بارها در سال‌های بعد مورد تجدید نظر قرار بگیرند که تصویب «قانون حمایت خانواده» و اصلاحیه بعدی آن از نتایج این تلاش‌ها بود که به ترتیب در سال‌های ۱۳۴۶ و ۱۳۵۴ با پیگیری سازمان زنان ایران به تصویب رسید که به این ترتیب حق طلاق بدون قید و شرط مرد محدود می‌شد.

### دوره پس از انقلاب ۱۳۵۷
بازگشت قوانین خانواده به قوانین مورد تأیید دین اسلام جزو اولین تغییراتی از قانون بود که بعد از انقلاب ۱۳۵۷ و به دستور روح‌الله خمینی صورت گرفت که با اعتراض گروهی از وکلای مدافع حقوق زنان در اعتراض به لغو «قانون حمایت از خانواده» همراه بود که راه به جایی نبرد و در نتیجه آن حق کامل و یک جانبه طلاق به مرد داده شد.

## تفاوت حق طلاق و وکالت برای طلاق
وکالت برای اعمال طلاق به این معناست که هرچند طلاق حق شوهر است اما شوهر به میل خود این اختیار را به همسرش می‌دهد که به نمایندگی از او خودش را طلاق بدهد. شروط ۱۲گانه مندرج در عقدنامه شایعترین نوع وکالت در طلاق است که زن در صورت وجود آن موارد، مثلاً استنکاف شوهر از پرداخت نفقه به مدت ۶ ماه و …، می‌تواند تقاضای طلاق کند. این شروط در متن دفترچه‌های عقدنامه رسمی درج می‌شود و در صورت امضای طرفین اعتبار قانونی پیدا می‌کند. اما در صورتی که زن وکالت مطلق و بدون قید و شرط بگیرد با وکالتی که دارد و پس از انتخاب وکیل برای همسر، مهریه را در قبال طلاق خلع بذل می‌نماید ولی در ایام عده و بدون اطلاع زوج، به «مابذل» رجوع می‌کند؛ در این حالت، برخلاف مورد نخست، نیاز به اثبات هیچ شرایطی در دادگاه نیست و حتی مرد ممکن است که نداند در کدام دادگاه خانواده یا کدام دفترخانه طلاقی طلاق ثبت شده‌است. در واقع وکالت در طلاقی است که زوج به زوجه می‌دهد. وکالت طلاق زوجه به این معنی است که او با وکالتی که از شوهر دارد، از جانب همسر می‌تواند وکیل انتخاب کند و با مراجعه به دادگاه، خود را مطلقه نماید؛ بنابراین زن در هر زمان و تحت هر شرایطی اختیار دارد خود را به هر نوع طلاق و به هر طریق اعم از گرفتن یا بخشش مهریه مطلقه کند. این وکالت از نظر حقوقی و قانونی مانند آن است که شوهر زن را طلاق داده‌است.
حدود اختیارات وکالتنامهٔ حق طلاق بسیار اهمیت دارد و همان حدود اختیارات است که مشخص می‌کند زوجه برای طلاق لازم است کل مهریه یا مقداری از آن را ببخشد.